# DN Galan 2013

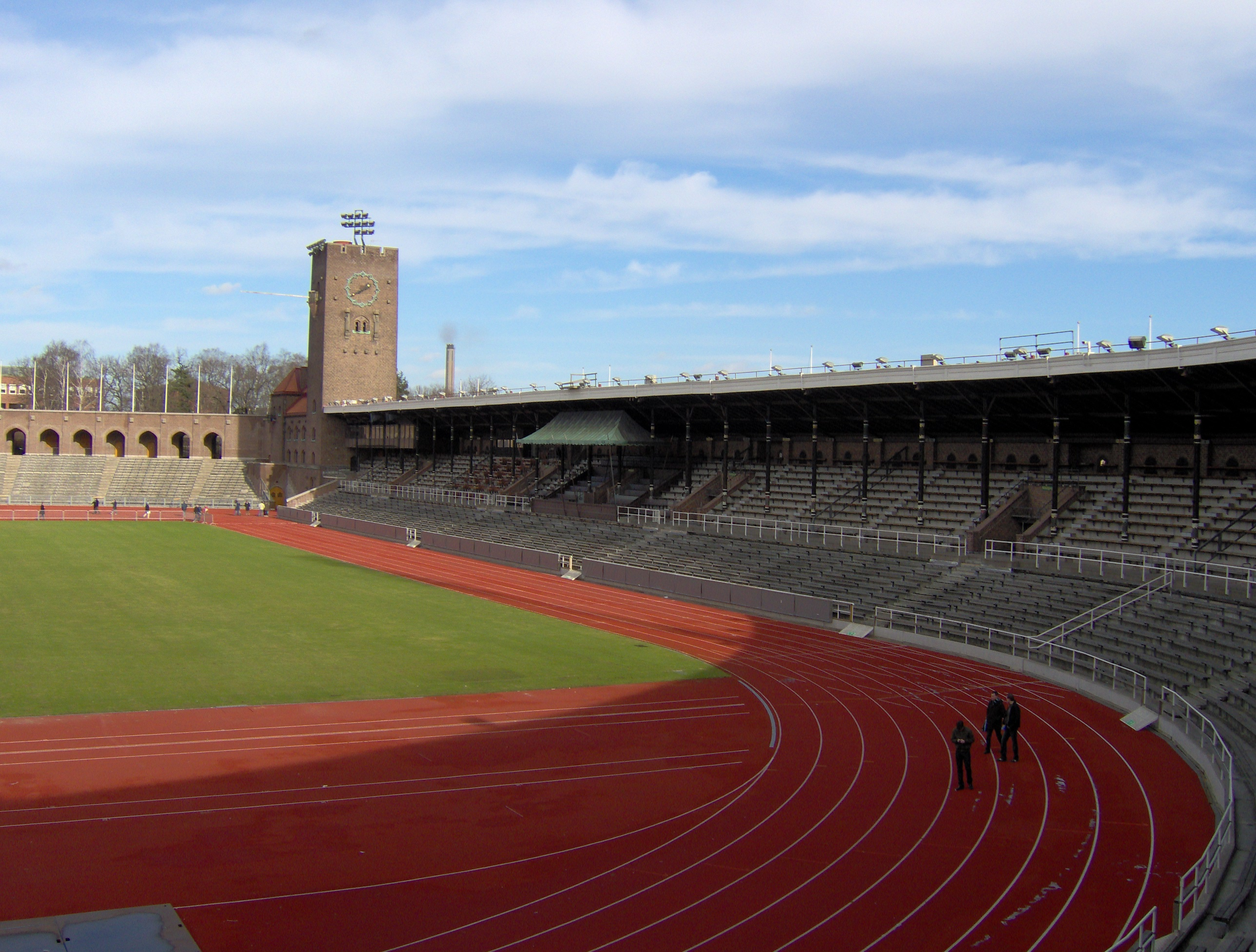
Stadio na kterém se Bauhaus-Galan 2013 konal.

Bauhaus-Galan 2013 byl lehkoatletický mítink, který se konal 22. srpna 2013 ve švédském městě Stockholm. Byl součástí série mítinků Diamantová liga. 

## Výsledky
- Archiv výsledků zde [1]

### Muži
| Disciplína       | 1. místo                     | 2. místo                      | 3. místo                       |
| 200 m            | Serhiy Smelyk 20,54          | Jaysuma Saidy Ndure 20,58     | Rasheed Dwyer 20,64            |
| 400 m            | LaShawn Merritt 44,69        | Luguelín Santos 45,25         | Pavel Maslák 45,33             |
| 1500 m           | Ayanleh Souleiman 3:33,59    | Silas Kiplagat 3:33,92        | Nixon Kiplimo Chepseba 3:34,05 |
| 110 m překážek   | David Oliver 13,21           | Sergej Šubenkov 13,35         | William Sharman 13,36          |
| 3 000 m překážek | Hillary Kipsang Yego 8:09,81 | Gilbert Kirui 8:11,55         | Conseslus Kipruto 8:12,35      |
| Skok daleký      | Alexandr Meňkov 818 cm       | Godfrey Khotso Mokoena 806 cm | Eusebio Cáceres 800 cm         |
| Hod diskem       | Piotr Małachowski 65,86 m    | Ihsan Hadádí 63,64 m          | Martin Wierig 63,20 m          |

### Ženy
| Disciplína     | 1. místo                       | 2. místo                       | 3. místo                       |
| 100 m          | Kerron Stewartová 11,24        | Alexandria Anderson 11,25      | Barbara Pierreová 11,29        |
| 400 m          | Francena McCororyová 51,03     | Libania Grenotová 51,44        | Williams-Mills Novlene 51,48   |
| 800 m          | Eunice Jepkoech Sumová 1:58,84 | Alysia Montaňová 1:58,96       | Malika Akkaoui 1:59,74         |
| 3 000 m        | Meseret Defarová 8:30,29       | Mercy Cherono 8:31,23          | Sifan Hassanová 8:32,53        |
| 400 m překážek | Zuzana Hejnová 53,70           | Kaliese Spencerová 54,88       | Dalilah Muhammadová 55,74      |
| Skok daleký    | Ivana Španovićová 664 cm       | Shara Proctorová 650 cm        | Éloyse Lesueurová 645 cm       |
| Skok do výšky  | Světlana Školinová 198 cm      | Anna Čičerovová 198 cm         | Marija Kučinová 194 cm         |
| Skok o tyči    | Silke Spiegelburgová 469 cm    | Yarisley Silvaová 459 cm       | Fabiana Murerová 459 cm        |
| Trojskok       | Caterine Ibargüenová 14,61 m   | Olga Saladuchová 14,07 m       | Hanna Knyazheva 13,95 m        |
| Vrh koulí      | Valerie Adamsová 20,30 m       | Christina Schwanitzová 19,26 m | Michelle Carterová 18,56 m     |
| Hod oštěpem    | Marija Abakumovová 68,59 m     | Linda Stahlová 63,75 m         | Christina Obergföllová 62,36 m |